# Prostomis atkinsoni
Prostomis atkinsoni es una especie de coleóptero de la familia Prostomidae.

## Distribución geográfica
Habita en Tasmania (Australia).